# Jaunpur (stad)
Jaunpur is een stad en gemeente in het district Jaunpur van de Indiase staat Uttar Pradesh. 

## Demografie
Volgens de Indiase volkstelling van 2001 wonen er 159.996 mensen in Jaunpur, waarvan 53% mannelijk en 47% vrouwelijk is. De plaats heeft een alfabetiseringsgraad van 65%. 